# Championnat des Antilles néerlandaises de football 1966
Navigation
Saison précédente Saison suivante
La saison 1966 du Championnat des Antilles néerlandaises de football est la sixième édition de la Kopa Antiano, le championnat des Antilles néerlandaises. Les deux meilleures équipes de Curaçao et d'Aruba se rencontrent lors d'un tournoi inter-îles. 
Les quatre clubs qualifiés sont regroupés au sein d'une poule unique où chaque équipe rencontre deux fois ses adversaires. L'équipe en tête de la poule est sacrée championne des Antilles néerlandaises.
C'est le CRKSV Jong Colombia, champion de Curaçao, qui est sacré cette saison après avoir terminé en tête de la poule, devant le SV Veendam, l'autre représentant curacien. Il s’agit du tout premier titre de champion des Antilles néerlandaises de l’histoire du club.
Le vainqueur de la Kopa Antiano se qualifie pour la Coupe des champions de la CONCACAF 1967.

## Compétition
Le barème utilisé pour établir le classement est le suivant :
- Victoire : 2 points
- Match nul : 1 point
- Défaite : 0 point

### Championnat d'Aruba
| Rang | Équipe                | Pts | J  | G  | N | P | Bp | Bc | Diff |
| ---- | --------------------- | --- | -- | -- | - | - | -- | -- | ---- |
| 1    | SV Dakota             | 24  | 14 | 10 | 4 | 0 | 29 | 13 | +16  |
| 2    | SV EstrellaP          | 16  | 14 | 6  | 4 | 4 | 26 | 13 | +13  |
| 3    | SV Jong Aruba         | 16  | 14 | 7  | 2 | 5 | 33 | 27 | +6   |
| 4    | San Nicolas Juniors   | 14  | 14 | 6  | 2 | 6 | 25 | 22 | +3   |
| 5    | SV Racing Club ArubaT | 12  | 14 | 5  | 2 | 7 | 16 | 22 | -6   |
| 6    | SV Tropical           | 11  | 14 | 4  | 3 | 7 | 20 | 31 | -11  |
| 7    | SV Sport Boys         | 10  | 14 | 4  | 2 | 8 | 22 | 28 | -6   |
| 8    | SV Aruba JuniorsP     | 9   | 14 | 4  | 1 | 9 | 14 | 27 | -13  |

|  | Champion de Curaçao 1966 et qualification pour la Kopa Antiano |
|  | Qualification pour la Kopa Antiano                             |
|  | Relégation directe en deuxième division                        |
|  | T : Tenant du titre P : Promu de deuxième division             |

### Championnat de Curaçao
| Rang | Équipe                    | Pts | J  | G  | N | P  | Bp | Bc | Diff |
| ---- | ------------------------- | --- | -- | -- | - | -- | -- | -- | ---- |
| 1    | CRKSV Jong Colombia       | 22  | 14 | 10 | 2 | 2  | 26 | 7  | +19  |
| 2    | SV Veendam                | 21  | 14 | 9  | 3 | 2  | 29 | 17 | +12  |
| 3    | RKVFC Sithoc              | 18  | 14 | 7  | 4 | 3  | 27 | 19 | +8   |
| 4    | RKSV ScherpenheuvelT      | 16  | 14 | 7  | 2 | 5  | 37 | 19 | +18  |
| 5    | Sport Unie Brion-Trappers | 15  | 14 | 5  | 5 | 4  | 26 | 27 | -1   |
| 6    | Centro Deportivo MahumaP  | 10  | 14 | 4  | 2 | 8  | 22 | 24 | -2   |
| 7    | CRKSV Jong Holland        | 6   | 14 | 2  | 2 | 10 | 11 | 32 | -21  |
| 8    | SV Wacker                 | 4   | 14 | 0  | 4 | 10 | 7  | 40 | -33  |

|  | Champion de Curaçao 1966 et qualification pour la Kopa Antiano |
|  | Qualification pour la Kopa Antiano                             |
|  | Relégation directe en deuxième division                        |
|  | T : Tenant du titre P : Promu de deuxième division             |

### Kopa Antiano
| Rang | Équipe              | Pts | J | G | N | P | Bp | Bc | Diff |  | Résultats (▼ dom., ► ext.) | JCo | Vee | Dak | Est |
| ---- | ------------------- | --- | - | - | - | - | -- | -- | ---- |  | -------------------------- | --- | --- | --- | --- |
| 1    | CRKSV Jong Colombia | 10  | 6 | 4 | 2 | 0 | 12 | 7  | +5   |  | CRKSV Jong Colombia        |     | 3-2 | 2-1 | 2-2 |
| 2    | SV Veendam          | 6   | 6 | 3 | 0 | 3 | 9  | 12 | -3   |  | SV Veendam                 | 1-2 |     | 2-1 | 3-2 |
| 3    | SV Dakota           | 5   | 6 | 2 | 1 | 3 | 8  | 7  | +1   |  | SV Dakota                  | 1-1 | 0-1 |     | 3-0 |
| 4    | SV Estrella         | 3   | 6 | 1 | 1 | 4 | 9  | 12 | -3   |  | SV Estrella                | 0-2 | 4-0 | 1-2 |     |

|  | Qualification pour la Coupe des champions de la CONCACAF 1967 |

## Bilan de la saison
| Championnat des Antilles néerlandaises de football 1966 |                                 |
| Champion                                                | CRKSV Jong Colombia (1er titre) |
| Qualifications continentales                            |                                 |
| Coupe des champions de la CONCACAF 1967                 | CRKSV Jong Colombia             |
| Promotions et relégations                               |                                 |
| Promus en Kopa Antiano                                  | Aucun                           |
| Relégués                                                | Aucun                           |